# Peristylus phuwuanensis
Peristylus phuwuanensis är en orkidéart som beskrevs av Hubert Kurzweil. Peristylus phuwuanensis ingår i släktet Peristylus och familjen orkidéer. Inga underarter finns listade i Catalogue of Life.